# 趙國莊懿公主
赵国庄懿公主（?—?），唐朝公主，是中国唐朝第八代皇帝唐代宗李豫之女，生母不详。
初封武清公主，贞元元年（785年）三月，公主下嫁魏博节度使田绪。出嫁时，兄长唐德宗亲至望春亭饯行。公主厌翟车残破，改坐金根车。同年六月十二日，因下嫁田绪之故，改封嘉诚公主。
嘉诚公主没有儿子，她以田绪侍妾所生的田季安为自己儿子。于是，田季安继承了父亲田绪的节度使。嘉诚公主对田季安管教很严格。元和年间，嘉诚公主去世后，田季安开始放纵妄为。嘉诚公主被追赠赵国公主，谥号庄懿。

## 备注
1. ↑  《唐会要·卷六》[4]称册封为嘉诚公主是贞元二年五月，或是贞元元年五月之误。